# Az Év Ismeretterjesztő Tudósa díj
Az Év Ismeretterjesztő Tudósa kitüntető címet, mely Az Év Ismeretterjesztő Tudósa díj – a csillaggal nevet viseli, miután a díjhoz egy a kitüntetett személy nevét hordozó égitest is társul, a Tudományos Újságírók Klubja (TÚK) ítéli oda 1996 óta tagjainak szavazata alapján évente annak a kiváló tudósnak, aki a saját tudományterületén és a tudományos ismeretterjesztésben egyaránt kiemelkedőt alkot abban az évben. A címet az a tudós kaphatja meg, aki a tudomány közérthető népszerűsítése érdekében a legtöbbet teszi az írott és olvasott sajtóban egyaránt. A díjjal egy kitüntető oklevél jár, valamint az International Star Registry (London) bejegyzése alapján a díj odaítélése után a kitüntetett személy nevét egy csillag viseli ezután.
Az első kitüntetést és vele a csillagot, Simonyi Károly mérnök, fizikaprofesszor vehette át 1998-ban. A 2011-es évtől, a TÚK határozata alapján a csillagok helyett kisbolygókat adományoznak a kitüntetett személynek. Az első TÚK által adományozott kisbolygók tulajdonosai a 2010 és 2011-es év díjazottai, Almár Iván, Illés Erzsébet, valamint Hargittai István és Hargittai Magdolna voltak.

## Kitüntetettek
- 2024 – Harangi Szabolcs vulkanológus[5]
- 2023 – Boldogkői Zsolt molekuláris biológus
- 2021 – Kemenesi Gábor magyar biológus, víruskutató, a Pécsi Tudományegyetem Természettudományi Karának adjunktusa, az egyetem falai között működő Szentágothai János Kutatóközpont Virológiai laboratóriumának munkatársa. Nevét a 199696 Kemenesi kisbolygó őrzi, amelyet Sárneczky Krisztián fedezett fel.
- 2020 – Kiss László (csillagász) akadémikus, Széchenyi-díjas fizikus, a Magyar Tudományos Akadémia rendes tagja, kutatóprofesszor, a Csillagászati és Földtudományi Kutatóközpont főigazgatója 2019. január 1-től, a Magyar Csillagászati Egyesület elnöke,a Magyar Csillagászati Egyesület hírportáljának főszerkesztője. Nevét egy a Sárneczky Krisztián által felfedezett kisbolygó, a 113202 Kisslászló őrzi.
- 2019 –
- 2018 –
- 2017 –

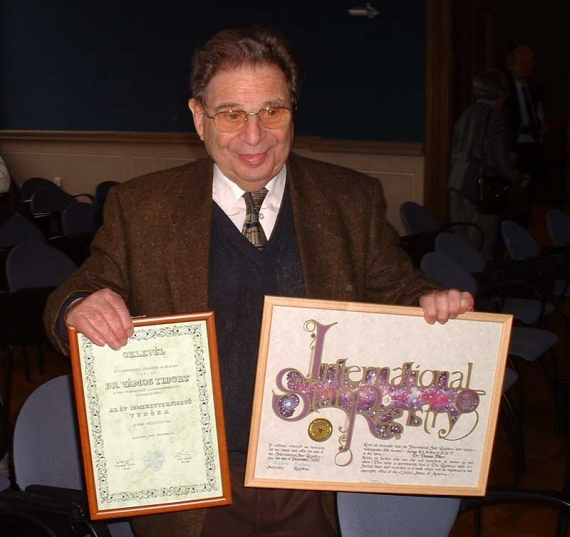
Vámos Tibor professzor "Az év ismeretterjesztő tudósa" cím adományozó oklevelével és a csillaggal. (2005)

- 2016 – Vizi E. Szilveszter Széchenyi-nagydíjas magyar orvos, farmakológus, egyetemi tanár, a Magyar Tudományos Akadémia rendes tagja. A központi és perifériás idegrendszer ingerület-átvitelének neves kutatója. Nevét ettől az időponttól kezdve a Sárneczky Krisztián által felfedezett 418891 Vizi kisbolygó őrzi.[6]
- 2015 – Kroó Norbert magyar fizikus, kutatóprofesszor, a Magyar Tudományos Akadémia rendes tagja. A szilárdtestfizika neves kutatója. 1999 és 2005 között az MTA főtitkára, majd 2005-től alelnöke. Nevét ettől az időponttól kezdve a 269742 Kroonorbert (1998 UH23) nevű kisbolygó őrzi.[7]
- 2014 – Venetianer Pál magyar biológus, biokémikus, kutatóprofesszor, a Magyar Tudományos Akadémia rendes tagja. A molekuláris biológia neves kutatója. 1994 és 1996 között az MTA Szegedi Biológiai Központja igazgatója. Nevét ettől az időponttól kezdve a 313116 Palvenetianer (2000 YX31) nevű kisbolygó őrzi.[8]
- 2013 – Patkós András magyar atomfizikus, egyetemi tanár, a Magyar Tudományos Akadémia rendes tagja. A statisztikus fizika és a kozmológia neves kutatója.[9] Nevét ettől az időponttól kezdve a 348407 Patkosandras nevű kisbolygó őrzi.[10]
- 2012 – Schiller Róbert fizikai kémikus, a kémiai tudományok doktora, az MTA Energiatudományi Kutatóközpont nyugalmazott tudományos tanácsadója. Nevét ezután a 196005 Robertschiller kisbolygó őrzi, amelyet 2002-ben fedeztek fel.[11]
- 2011 – Hargittai István Széchenyi-díjas magyar kémikus, tudománytörténész, egyetemi tanár, a Magyar Tudományos Akadémia rendes tagja és felesége Hargittai Magdolna kémikus, akadémikus nevét a (192155) Hargittai kisbolygó viseli ettől az évtől kezdve.[12]
- 2010 – Almár Iván magyar csillagász, űrkutató, a fizikai tudományok doktora és Illés Erzsébet magyar csillagász, űrkutató, a fizikai tudomány kandidátusa az 191856 Almáriván és az 191857 Illéserzsébet kisbolygókat kapták a kitüntető cím mellé, amelyek az Univerzumban is egymás mellett vannak.[13]
- 2009 – Kordos László, a Magyar Állami Földtani Intézet volt igazgatója, egyetemi tanár, Nevét ettől az időponttól kezdve egy csillag viseli a Cassiopeia csillagképben.[14][15]
- 2008 – Lukács Béla magyar elméleti fizikus, polihisztor. Nevét ettől az évtől kezdve egy csillag viseli az Orion csillagképben, az Orion ködben.[16][17]
- 2007 – Freund Tamás magyar neurobiológus, egyetemi tanár, a Magyar Tudományos Akadémia rendes tagja, agykutató. Nevét 2007-től egy csillag viseli az Andromeda csillagképben[3][18]
- 2006-ban nem adták ki Az év ismeretterjesztő tudósa címet.
- 2005 – Vámos Tibor Széchenyi-díjas villamosmérnök, kutatóprofesszor, a Magyar Tudományos Akadémia rendes tagja. Nevét ettől az évtől kezdve egy csillag viseli az Univerzumban.[19][20]
- 2004 – Csermely Péter magyar biokémikus, hálózatkutató, a Magyar Tudományos Akadémia levelező tagja, sejtbiológus. Nevét ettől az évtől kezdve az Orion csillagkép egy csillaga viseli.[2][20][21]
- 2003 – Vekerdi László Széchenyi-díjas magyar irodalom-, tudomány- és művelődéstörténész, könyvtáros, közíró, polihisztor.[22][23]
- 2002 – Marx György Kossuth-díjas magyar fizikus, asztrofizikus, tudománytörténész, egyetemi tanár, tanszékvezető; a leptontöltés felfedezője, a Magyar Tudományos Akadémia rendes tagja. Nevét ettől az évtől kezdve egy csillag viseli az Univerzumban.[24]
- 2001 – Falus András Széchenyi-díjas magyar immunológus, egyetemi tanár, a Magyar Tudományos Akadémia rendes tagja, Nevét ettől az évtől kezdve egy csillag viseli az Univerzumban.[20][25][26]
- 2000 – Csányi Vilmos Széchenyi-díjas magyar biológus, biokémikus, etológus, egyetemi tanár, a Magyar Tudományos Akadémia rendes tagja. Nevét ettől az évtől kezdve egy csillag viseli az Univerzumban.[25]
- 1999 – R. Várkonyi Ágnes Széchenyi-díjas magyar történész, művelődéstörténész, egyetemi tanár, a Magyar Tudományos Akadémia rendes tagja. Nevét ettől az évtől kezdve egy csillag viseli az Univerzumban.[25]
- 1998 – Simonyi Károly mérnök, fizikus, kiemelkedő tudós-tanár. Charles Simonyi édesapja. Munkásságát 1998-ban a Magyar Nemzeti Örökség részévé nyilvánították. Nevét ettől az évtől kezdve egy csillag viseli az Univerzumban.[27]